# Baba Mondi
Edmond Brahimaj (né le 19 mai 1959), communément appelé Baba Mondi, est un chef religieux albanais et le huitième Bektachi Dedebabas (ou Kryegjysh) de l'ordre Bektachi (en). Il est le chef mondial des musulmans Bektachi,. Si le projet de nation de l'État souverain de l'ordre bektashi est approuvé, Baba Mondi servira de chef d'État dans son rôle de chef spirituel.

## Jeunesse
Edmond Brahimaj est né dans une famille de musulmans bektachis dévots à Vlora, en Albanie. Il a terminé ses études secondaires à Vlora et a obtenu son diplôme de l'Académie militaire. À partir de 1982, il a servi comme officier dans l'armée populaire albanaise. Au début de l'année 1991, il a été libéré de ses fonctions militaires. Après le 2 janvier 1992, il a étudié au Dedebabalik et est devenu derviche le 16 mai 1996.

## Direction de l'ordre Bektachi
À la suite du décès de Baba Tahir Emini, le dédelik de Tirana a nommé Baba Edmond Brahimaj (Baba Mondi), ancien chef de la tekke de Turan à Koritza, pour superviser la tekke Arabati Baba à Tetovo, en Macédoine du Nord. Le 11 juin 2011, Baba Edmond Brahimaj a été choisi comme chef de l'ordre Bektachi par un conseil de babas albanais.
En 2024, il a été annoncé que Mondi avait discuté avec Edi Rama, Premier ministre de l'Albanie, de la création de l'État souverain de l'ordre Bektachi.
Dans une interview suivant cette annonce, Baba Mondi a déclaré que la citoyenneté dans ce nouvel État serait limitée aux membres du clergé et à ceux impliqués dans son administration, suivant une structure similaire à celle du Vatican. Il a également exprimé sa conviction que l'obtention du statut souverain renforcerait l'ordre Bektachi et sa capacité à combattre les idéologies radicales affectant à la fois le monde musulman et la communauté internationale.
L'ordre Bektachi s'attend à ce que la communauté internationale reconnaisse et soutienne sa souveraineté en raison de son plaidoyer pour des valeurs religieuses modérées. Baba Mondi a souligné que de nombreux pays, en particulier ceux confrontés à l'extrémisme religieux ou aux tensions, ont un intérêt à soutenir des mouvements pacifiques et modérés comme l'ordre Bektachi. Il a mis en avant que des nations comme l'Arabie saoudite, les Émirats arabes unis et le Qatar, qui jouent un rôle influent dans le monde islamique, pourraient voir un intérêt à soutenir la tradition soufie chiite pacifique de l'ordre. De plus, des pays comme la Chine, confrontés à des défis liés à l'islam militant, pourraient s'aligner avec l'ordre Bektachi pour contrer l'extrémisme sans aggraver les divisions. L'ordre croit que, avec le temps, la communauté internationale reconnaîtra l'importance de faire entendre des voix modérées et considèrera l'État souverain de l'ordre Bektachi comme une force positive pour la paix, la tolérance et le dialogue au niveau mondial.